# Reinhold Feix
Reinhold Feix (ur. 3 lipca 1909 w Nová Ves nad Nisou, zm. 30 maja 1969 w Ambergu) – Niemiec sudecki, SS-Hauptscharführer, zbrodniarz hitlerowski, dowódca kompanii wartowniczej w obozie zagłady w Bełżcu, komendant obozu pracy w Budzyniu.

## Życiorys
Urodził się w Neudorfie w Kraju Sudetów (ob. Nová Ves nad Nisou). Przed wybuchem II wojny światowej mieszkał w Jabloncu nad Nysą (niem. Gablonz an der Neiße). Z zawodu był fryzjerem. Według Rudolfa Redera był żonaty i miał dwoje dzieci.
Był członkiem SS. Służył w obozie szkoleniowym SS w Trawnikach, w którym formowano jednostki złożone z żołnierzy Armii Czerwonej zwerbowanych na służbę niemiecką, przeznaczone w pierwszym rzędzie do udziału w eksterminacji Żydów. Prawdopodobnie latem 1942 roku został przeniesiony z Trawnik do obozu zagłady w Bełżcu.
W Bełżcu dowodził kompanią wartowniczą złożoną z kolaborantów przeszkolonych w Trawnikach. Ponadto był jednym z esesmanów sprawujących nadzór nad „śluzą”, czyli specjalnym korytarzem, którym pędzono żydowskie ofiary z rozbieralni w obozie I do komór gazowych w obozie II. Nadzorował również więźniów, którzy przenosili zwłoki zagazowanych ofiar do masowych grobów. Często przeprowadzał egzekucje w obozowym „lazarecie”. Wziął także czynny udział w akcji pacyfikacyjnej 4 października 1942 roku, kiedy to w odwecie za rzekome podpalenie stajni, w której komendant Gottlieb Hering trzymał swoje ulubione konie, zamordowano ponad 50 Polaków i Ukraińców zamieszkałych w Lubyczy Królewskiej i okolicznych wsiach. To on razem z Fritzem Jirmannem rozstrzeliwał wskazane przez Heringa ofiary. Był uznawany za jednego z najokrutniejszych członków obozowej załogi. Rudolf Reder wspominał:

Gdy ktoś nie zrozumiał go od razu, bił, krzyczał w niebogłosy jak wariat […] Faix robił wrażenie nienormalnego. Grał na skrzypcach. Kazał orkiestrze grać w kółko do upadłego melodię: Góralu, czy ci nie żal? Kazał ludziom śpiewać, tańczyć, naigrywał się z nich i katował. Bestia oszalała.

Na jego cześć jedna z dróg na terenie obozu została nazwana „Feixstraße”. Niemniej pozostali członkowie załogi, stanowiący w większości zwartą grupę weteranów akcji T4, traktowali go z wyższością i dystansem, stawiając go niemal na równi z sowieckimi volksdeutschami, którzy służyli w kompanii wartowniczej.
W grudniu 1942 roku objął stanowisko komendanta obozu pracy dla Żydów w Budzyniu. Okres, w którym sprawował rządy, uznawany jest za najkrwawszy w całej historii obozu. Szczególnie często przeprowadzano wtedy „selekcje”, w których wyniku więźniowie niezdolni do pracy byli rozstrzeliwani lub wysyłani do obozów zagłady. W Budzyniu przebywał do czerwca/lipca lub sierpnia 1943 roku. 
Podczas służby w Budzyniu Feix poznał Amona Götha, późniejszego komendanta obozu koncentracyjnego w Płaszowie. Kontynuowali tę znajomość także po wyjeździe Götha z Budzynia. Zdaniem Johannesa Sachslehnera jest możliwe, że u boku Feixa przyszły komendant Płaszowa nabył pierwszych doświadczeń w masowym mordowaniu Żydów.
Nie wiadomo, czym Feix zajmował się w ostatnich latach wojny. Po kapitulacji III Rzeszy zamieszkał w Niemczech Zachodnich. Nigdy nie został osądzony za zbrodnie popełnione w okupowanej Polsce. Zmarł w swoim domu w bawarskim Ambergu pod koniec maja 1969 roku.